# Parkes Observatory
Parkes Observatory (ook wel "The Dish" genoemd) is een radiotelescoop met een diameter van 64 meter, 20 km ten noorden van Parkes (New South Wales) in Australië.
Het was een van de radiotelescopen die gebruikt werden om live televisiebeelden te ontvangen van de maanlanding van Apollo 11.
Wegens de wetenschappelijke bijdragen van de telescoop beschreef ABC het na 50 jaar als het meest succesvolle wetenschappelijke instrument dat ooit gebouwd is in Australië.
Parkes Observatory wordt bedreven door de Commonwealth Scientific and Industrial Research Organisation (CSIRO), waarbij het deel uitmaakt van het Australia Telescope National Facility (ATNF) network van radiotelescopen. Met de Parkes telescoop wordt voor very-long-baseline interferometry vaak simultaan waargenomen met andere CSIRO telescopen, vooral met het array van zes telescopen van het Australia Telescope Compact Array bij  Narrabri, en met een 22 meter telescoop van Mopra Observatory bij Coonabarabran.

## Ontwerp en constructie

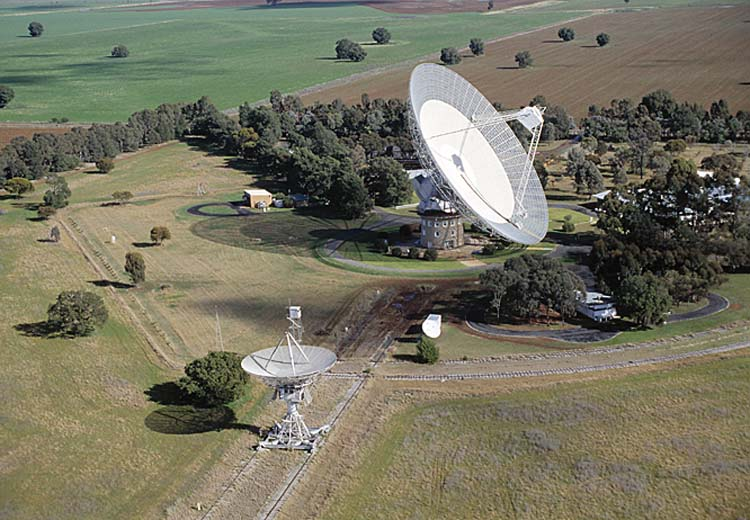
De Parkes telescoop met op de voorgrond op de rails de 18 m telescoop die voor interferometrie gebruikt wordt.

De Parkes Radio Telescope, die gereed kwam in 1961, werd ontworpen door E. G. "Taffy" Bowen, die hoofd was van het Radiophysics Laboratorium van CSIRO. 
Gedurende de Tweede Wereldoorlog had hij in de Verenigde Staten gewerkt aan de ontwikkeling van radar, waarbij hij in contact was gekomen met andere wetenschappers. Hij overtuigde de Carnegie Corporation en de Rockefeller Foundation, om de helft van de kosten van de bouw te financieren. Hierdoor en door de financiele ondersteuning door de Verenigde Staten stemde de Australische premier, Robert Menzies, erin toe de rest van het project te financieren.
De locatie in Parkes werd uitgekozen in 1956 omdat deze toegankelijk was, maar ver genoeg van Sydney om een heldere hemel te hebben en een geringe hoeveelheid elektromagnetische interferentie. Tevens waren de burgemeester Ces Moon en landeigenaar Australia James Helm beide enthousiast over het project.
Het succes van de Parkes telescoop bracht NASA ertoe het ontwerp ervan te gebruiken in zijn Deep Space Network, met identieke 64 m telescopen in Goldstone, Californië, Madrid, Spanje, en Tidbinbilla, bij Canberra in Australië.
Het binnenste deel van de antenne bestaat uit metalen panelen en het buitenste deel uit geperforeerd aluminium.
De telescoop bezit een groot aantal ontvangers die gevoelig zijn voor golflengten tussen 7 mm en 4 m, waaronder een ontvanger waarmee gelijktijdig 36 posities aan de hemel gemeten kunnen worden in de 21 cm-lijn van waterstof.
De panelen en ontvangers zijn sinds de bouw meerdere malen verbeterd en de telescoop was in 2018 10.000 maal gevoeliger dan oorspronkelijk.

## Astronomisch onderzoek
In 1962 werd een nauwkeurige positie bepaald van de radiobron 3C273 door middel van occultaties door de maan. Daardoor werd de bron geĭdentificeerd als een quasar.
Meer dan de helft van de bekende pulsars zijn ontdekt door de Parkes Telescoop.
Tussen 1997 en 2002 werd de grootste survey van neutraal waterstof in andere sterrenstelsels uitgevoerd (HIPASS genaamd).
In 1998 ontdekte de Parkes Telescoop Fast Radio Bursts.
De Parkes Telescoop maakt deel uit van het International Pulsar Timing Array waarmee door waarnemingen van pulsars zwaartekrachtgolven gedetekteerd zouden kunnen worden.

### Breakthrough Listen
De telescoop doet mee aan het project Breakthrough Listen, waarbij met een aantal radiotelescopen gezocht wordt naar radiosignalen afkomstig van extraterrestrische technologieën. Hierbij wordt een survey gemaakt van het galactisch vlak van het Melkwegstelsel tussen 1,2 en 1,5 GHz, en worden 1000 nabije sterren gemeten tussen 0,7 en 4 GHz .

## Communicatie met ruimtemissies

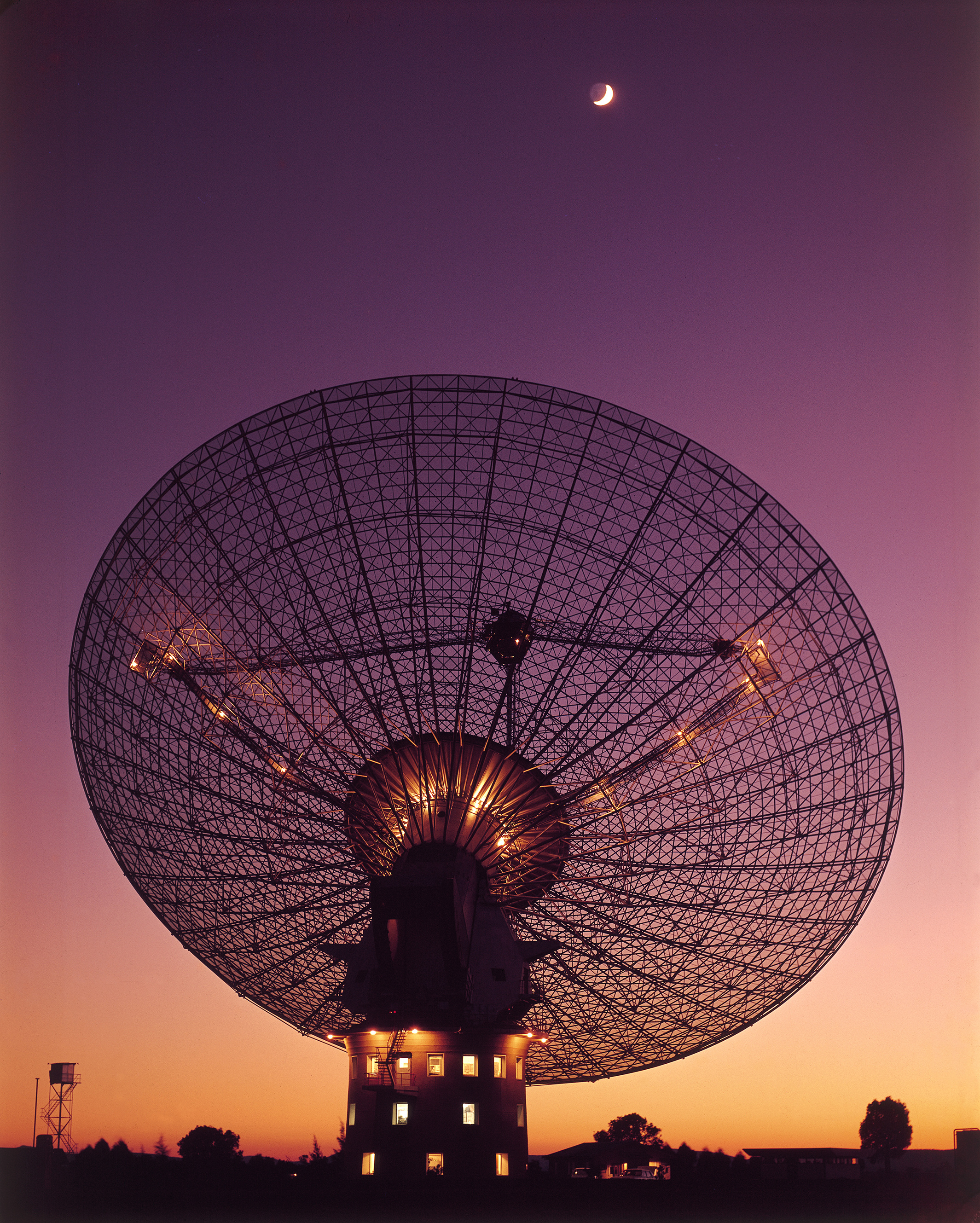
De Parkes Telescoop in 1969 tijdens de Apollo 11 maanlanding

Gedurende het Apolloprogramma werd de Parkes Telescoop tijdens de ruimtereizen naar de Maan gebruikt voor de communicatie en telemetrie met NASA wanneer de Maan aan de Australische kant van de Aarde was.
De telescoop werd ook gebruikt om metingen te ontvangen van een groot aantal andere ruimtemissies zoals Mariner 2, Mariner 4, Voyager 1, Voyager 1, Giotto, Galileo, en Cassini-Huygens.

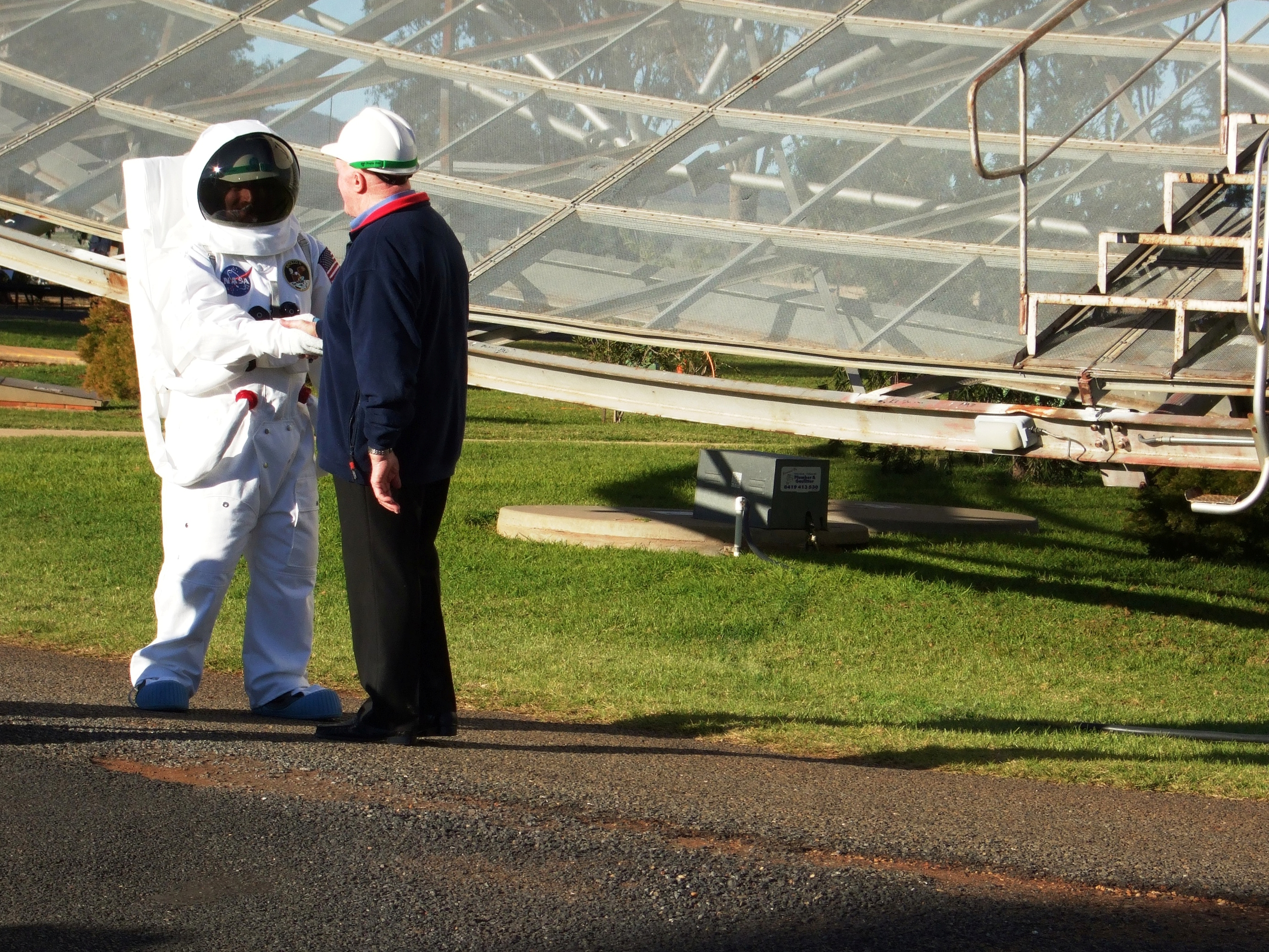
Een ceremonie op 19 juli 2009 om het 40-jarig jubileum van de maanlanding te vieren en de rol van de Parkes Telescoop erbij.